# Amolops medogensis
Amolops medogensis là một loài ếch trong họ Ranidae. Chúng là loài đặc hữu của Trung Quốc.
Các môi trường sống tự nhiên của chúng là các khu rừng ôn hòa và sông. Loài này đang bị đe dọa do mất môi trường sống.